# دياندري دانيلز
دياندري دانيلز (بالإنجليزية: DeAndre Daniels)‏ مواليد 15 أبريل 1992 في لوس أنجلوس، هو لاعب كرة سلة أمريكي. بدأ مسيرته الاحترافية في سنة 2014. تم اختياره من قبل فريق تورونتو رابتورز خلال الدرافت. يلعب في الدوري الإيطالي لكرة السلة الدرجة الثانية. يحمل الرقم 2. يبلغ طوله 6 قدم 9 بوصة (2.1 م).

## إحصائيات المسيرة
| الموسم  | الفريق        | الدوري                            | لعب | دقيقة | ميداني% | ثلاثية | حرة  | ارتداد | صنع | SPG | تصدي | نقطة |
| ------- | ------------- | --------------------------------- | --- | ----- | ------- | ------ | ---- | ------ | --- | --- | ---- | ---- |
| 2014–15 | برث وايلدكاتز | الدوري الأسترالي لكرة السلة       | 30  | 30.2  | .396    | .341   | .664 | 7.7    | 1.2 | .6  | 1.1  | 14.8 |
| 2015–16 | رابتورز 905   | دوري الرابطة الوطنية لفئة التطوير | 8   | 13.1  | .229    | .267   | .500 | 3.3    | .5  | .3  | .3   | 2.9  |

## روابط خارجية
- دياندري دانيلز على موقع سبورتس رفرنس (الإنجليزية)
- دياندري دانيلز على موقع كرة السلة الأوروبية.كوم (الإنجليزية)
- دياندري دانيلز على موقع إي إس بي إن.كوم (الإنجليزية)
- دياندري دانيلز على موقع كلية كرة السلة في سبورتس رفرنس.كوم (الإنجليزية)
- دياندري دانيلز على موقع ريلجم (الإنجليزية)
- دياندري دانيلز على موقع بروبوليرز (الإنجليزية)
- دياندري دانيلز على موقع سبورتس رفرنس (الإنجليزية)
- دياندري دانيلز على موقع سبورتس رفرنس (الإنجليزية)